# Podobojí

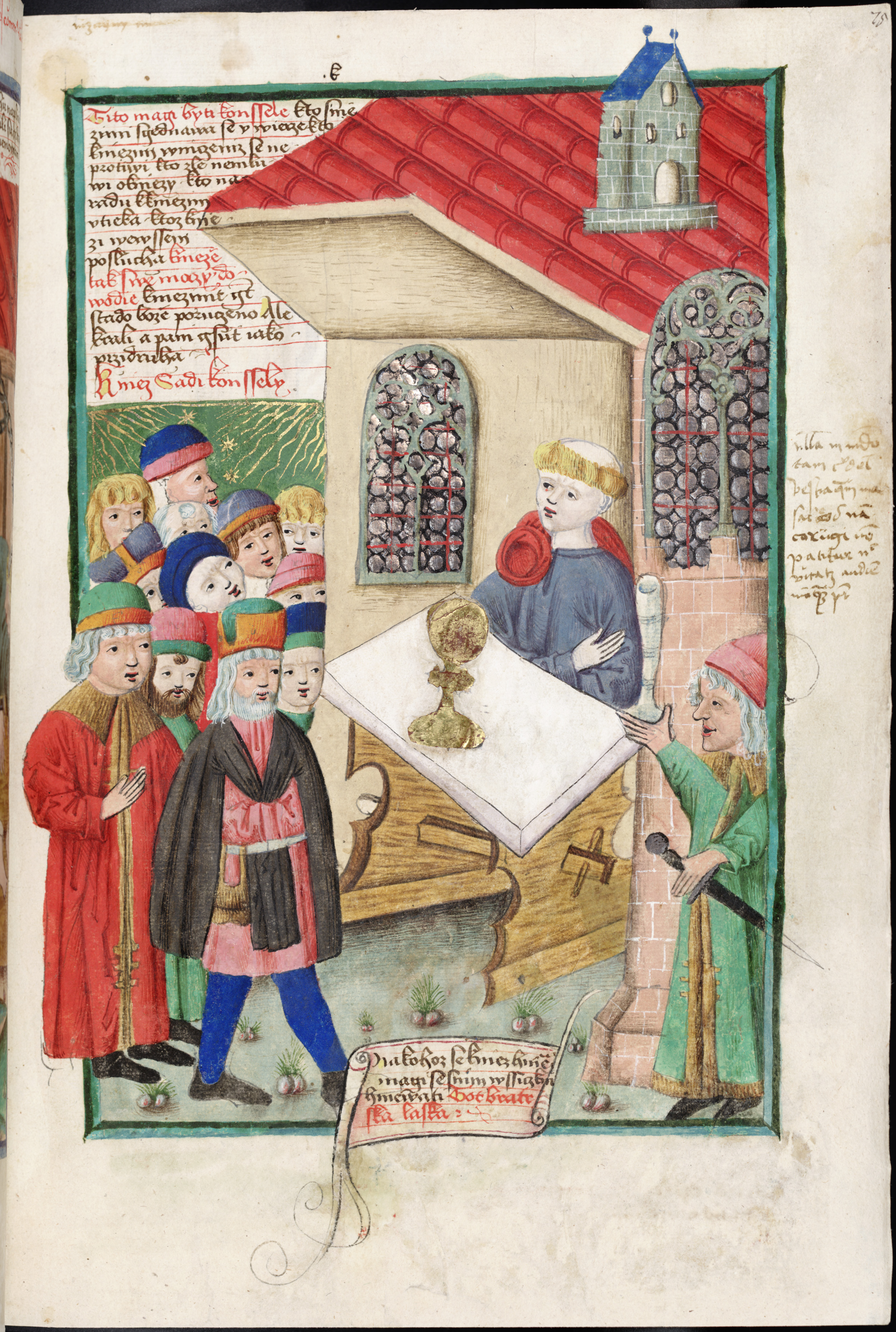
Přijímání pod obojí. Vyobrazení z Jenského kodexu.

Podobojí (též pod obojí, nebo „pod obojí způsobou“ – lat. sub utraque specie) označuje zpravidla přijímání eucharistie zároveň jak v podobě posvěcené hostie, těla Kristova, tak i v podobě posvěceného mešního vína z kalicha, krve Kristovy. Opakem je přijímání pod jednou způsobou, kdy věřící svátost přijímá pouze v podobě hostie anebo (řidčeji) pouze v podobě vína.
V 21. století se můžeme setkat s výrazem podobojí (či celým "pod obojí způsobou") ve světě pivovarnictví v souvislosti s kvašením. Významově se jedná o kvašení svrchní i spodní zároveň, tedy vlastně oběma způsoby, mezi kterými se zpravidla rozlišuje.

## Historie
Praxe přijímání podobojí byla běžná pro laiky i duchovní až do raného středověku, (jak v prvotní církvi, tak následně i v období po velkém schizmatu) a to jak v katolické církvi, tak v církvi východní (pravoslavné), kde je běžné do současnosti. Později došlo u latinské církve ke změně a přijímání z kalicha bylo běžně vyhrazeno pouze duchovním. Není jasné, kdy a jakým způsobem se tato změna udála, ani jakým právním prostředkem (papežskou bulou,...) byla ošetřena. Existují teorie o příčinách této změny, například snaha zabránit šíření epidemie moru a jiných nemocí v rámci právě ve 14. století probíhající černé smrti.

### Husitství
Obnovení přijímání pod obojí pro laiky se stalo jedním ze základních pojících názorů husitství a celé české reformace, samotný Mistr Jan Hus původně přijímání pod obojí neprosazoval, myšlenka vznikla mezi jeho následovníky v Praze, až když byl na koncilu v Kostnici a vyjádřil se, že principiálně není proti, ale že je nutné pro laické přijímání pod obojí získat souhlas koncilu. K prvnímu obnovenému laickému přijímání došlo na popud Jakoubka ze Stříbra v kostele sv. Martina ve zdi na Starém Městě pražském roku 1414.
Samotné přijímání pod obojí se stalo roku 1420 jedním ze čtyř artikulů pražských, které většina husitů přijala jako svůj program na sněmu v Čáslavi roku 1421. Jako takové bylo laické přijímání pod obojí prosazeno do basilejských kompaktát mezi husity a koncilem v Basileji. Od přijetí kompaktát byli husité, kteří je přijali, označování jako kališníci, nebo polatinštěně utraquisté, tedy ti, co přijímají pod obojí.
Povolení laického přijímání pod obojí českým kališníkům se stalo základní složkou legálního dvojvěří v českých zemích a jako takové bylo znova potvrzeno roku 1485 kutnohorským náboženským mírem mezi českými katolíky a kališníky.
Laické přijímání pod obojí se v českých zemích stalo nelegálním po přijetí Obnoveného zřízení zemského, jež v Čechách vstoupilo v platnost roku 1627 a na Moravě roku 1628, a které bylo častým důvodem k odchodu Čechů a Moravanů do cizích zemí.
Laické přijímání pod obojí se stalo v českých zemích znovu legálním roku 1781 vydáním Tolerančního patentu císařem Josefem II. a od té doby již nikdy ilegalizováno nebylo.

### Reformace
Přijímání pod obojí se stalo jedním z hlavních bodů náboženské reformace v 16. století.

## Aktuální praxe přijímání laiky
Římskokatolická církev praktikuje laické přijímání nejčastěji pod jednou, při slavnostních příležitostech bývá podáváno pod obojí, a to buď namáčením hostie do kalichu (latinsky per intinctionem), nebo přímo z kalicha (např.: první svaté přijímání, Velikonoce, ...). Instrukce k Římskému misálu uvádějí: "Plněji je vyjádřeno svátostné znamení při svatém přijímání, když se podává pod obojí způsobou." Pod obojí také často, nebo stále přijímají členové řeholních komunit při konventních bohoslužbách. Rovněž platí, že nemůže-li kdo z objektivní příčiny přijmout hostii (např. je alergický na lepek a není k dispozici hostie bezlepková), může mu být podáno svaté přijímání i pouze napitím z kalicha.
Pravoslavné církve praktikují laické přijímání pod obojí zcela běžně.
Protestantské církve ve většině běžně praktikují laické přijímání pod obojí.